# Pakistaanse roepie
De Pakistaanse roepie (PKR) is de munteenheid van Pakistan.
Het papiergeld is beschikbaar in 5, 10, 20, 50, 100, 500, 1000 en 5000 roepie. Verder zijn er munten van 1, 2 en 5 roepie. De munten worden geslagen door de Pakistan Mint.